# Таволжанка (Ульяновська область)
Таволжанка (рос. Таволжанка) — село в Карсунському районі Ульяновської області Російської Федерації.
Населення становить 948 осіб. Входить до складу муніципального утворення Карсунське міське поселення.

## Історія
Від 2004 року входить до складу муніципального утворення Карсунське міське поселення.

## Населення
| 2010 |
| ---- |
| 948  |